# Amphineurus subdecorus
Amphineurus (Amphineurus) subdecorus là một loài ruồi trong họ Limoniidae. Chúng phân bố ở miền Australasia.